# Lubaszowa (przystanek kolejowy)
Lubaszowa – przystanek kolejowy w miejscowości Lubaszowa, w województwie małopolskim, w Polsce.

## Ruch pasażerski
| Rok  | Wymiana pasażerska na dobę |
| ---- | -------------------------- |
| 2017 | 10–19                      |
| 2022 | 20–49                      |